# 스포츠 스포츠쇼
스포츠 스포츠쇼는 대한민국의 방송국인 KBS의 라디오 채널 KBS 제2라디오에서 매주 월~토요일 밤 8시 10분부터 9시 40분까지 방송된 스포츠전문 라디오 프로그램이다. 특히 목요일 KBO리그 현장중계는 야구팬들의 많은 사랑을 받았다.

## 역대 진행자
- 1기: 이정부 정미정 아나운서, 최동원 야구해설가
- 2기: 최동원 야구해설가, 정미정 아나운서
- 3기: 최동철 스포츠 앵커, 변우영 아나운서
- 4가: 최동철 스포츠 앵커, 태의경 아나운서
- 5기: 하일성 야구해설가, 태의경 아나운서